# Parranda criolla
Parranda Criolla es el primer álbum, como invitado, del músico, compositor, actor y humorista Simón Díaz producido por Hugo Blanco, grabado en marzo de 1964 para la empresa discográfica venezolana Palacio de la Música, en el cual también fue presentada la cantante Graciela Gamboa, acompañados por el Conjunto Navideño de la Escuela de Psicología de la Universidad Central de Venezuela, y de este disco que hoy es considerado de colección, se extrajeron las canciones "Por Elba", "Matagente" y "Maíz Pilado" que fueron el debut artístico de ambos cantantes.

## Pistas
| Nº  | Canción                                    | Duración |
| --- | ------------------------------------------ | -------- |
| 1.  | "Maíz Pilado" Hugo Blanco                  |          |
| 2.  | "La Gente de Ahora" Derechos en depósito   |          |
| 3.  | "Matagente" Hugo Blanco; Simón Díaz        |          |
| 4.  | "Guasacaca" Derechos en depósito           |          |
| 5.  | "Por Elba" Hugo Blanco; Simón Díaz         |          |
| 6.  | "El León" Hugo Blanco; Luis Arismendi      |          |
| 7.  | "El Poncho Andino" Otilio Galíndez         |          |
| 8.  | "La Cabra Mocha" Recop: Hugo Blanco        |          |
| 9.  | "Muchacha" Otilio Galíndez                 |          |
| 10. | "La Virgen del Valle" Derechos en depósito |          |

## Créditos
- Alí Agüero (No acreditado): Cuatro venezolano y coros.
- Hugo Blanco: Producción.
- Conjunto Navideño de la Escuela de Psicología de la Universidad Central de Venezuela: Conjunto acompañante.
- Simón Díaz: voz solista
- Graciela Gamboa (Acreditada como "Graciela"): Voz solista.